# Aktinolit
Aktinolit je mineral inosilikat kemijske formule Ca2(Mg,Fe)5Si8O22(OH)2
Aktinolit se nalazi između tremolita (bogat magnezijom) i fero-aktinolit amfibola. Obično se javlja u metamorfnim stijenama. 
Neki oblici aktinolita rabe se kao drago kamenje (primjerice Nefrit).

## Vanjske poveznice
- Webmineral – Actinolite (engl.)
- MinDat – Actinolite (engl.)